# زانک نیکولا آندر دنو
زانک نیکولا آندر دنو (به آلمانی: Sankt Nikola an der Donau) یک منطقهٔ مسکونی در اتریش است که در ناحیه پرگ واقع شده‌است. زانک نیکولا آندر دنو ۱۳٫۲ کیلومتر مربع مساحت دارد ۲۴۹ متر بالاتر از سطح دریا واقع شده‌است.